# Chiesa dei Santi Antonio e Vito
La chiesa dei Santi Antonio e Vito è una chiesa di Linguaglossa, posta all'incrocio fra Via Sant'Antonino e Via Libertà. La chiesa costituisce parrocchia, con influenza su circa duemila abitanti. Costruita dall'inizio del Seicento in poi, contiene un ricco apparato di stucchi barocchi e alcune tele di pregiato valore.

## Storia
La chiesa viene costruita a partire dai primi decenni del Seicento, accanto a una chiesa più antica poi definitivamente demolita. Fin dal Seicento, ma soprattutto nel Settecento e nell'Ottocento, la chiesa viene arricchita delle opere di numerosi pittori e scultori, fra i quali i pittori Giovanni Sant'Agata, Venerando Costanzo, Domenico Ajello, Vincenzo Tuccari, Giuseppe Grasso e gli artigiani Antonino Monacò, Gaetano Greco, Giuseppe Marino e Giuseppe Biondo.

## Descrizione
Esternamente, la chiesa si presenta con facciata a capanna, di fattura molto semplice ma notevolmente arricchita dalle vistose cornici del portale d'ingresso e del finestrone superiore, connesse fra loro. L'opera, in pietra lavica, è stata realizzata nel 1728 dai mastri intagliatori Diego Flavetta e Giambattista Marletta e comprende temi architettonici, motivi floreali e fregi di gusto pienamente barocco.
Sulla destra della facciata si eleva il campanile, di pianta quadrata e copertura piramidale.
L'interno si compone di una navata unica, di ampio respiro. Le pareti sono decorate da un motivo unitario di lesene di ordine corinzio, abbastanza stilizzate, prevalentemente in stucco decorato a finto marmo e particolari dorati. Gli altari laterali sono e le pareti sono adornati da dipinti di buona fattura: i Santi Cosma e Damiano di Giuseppe Minutoli (1887), una Natività (1877) e l'Incoronazione della Vergine (1886) di Salvatore Ferro. Tre altari custodiscono invece statue di Santi (Santa Lucia, san Mauro e San Vito) di però scarso pregio artistico. Il fonte battesimale è in pietra con copertura lignea, finemente decorata da motivi floreali.